# Gerry Mendicino
Gerry Mendicino (* 1950 in North Bay, Ontario) ist ein kanadischer Schauspieler.

## Leben
Mendicino feierte 1984 sein Filmdebüt mit Der Zeuge der Nacht. Es folgten weitere Filme in regelmäßigem Abstand, auch in Fernsehfilmen spielte er mit. Seine erste große internationale Filmrolle erhielt er 2002 im Film My Big Fat Greek Wedding – Hochzeit auf griechisch. Es folgten weitere Rollen in international bekannteren Filmen, wie etwa 2007  in Hairspray. In einem vollkommen anderen Genre war er 2009 zu sehen, als er als Nebendarsteller für den Film Saw VI arbeitete.

## Filmografie (Auswahl)
- 1974: Polizeiarzt Simon Lark (Police Surgeon, Fernsehserie, 1 Folge)
- 1984: Der Zeuge der Nacht (Bedroom Eyes)
- 1986: Der Herrscher des Central Parks (The Park Is Mine) (Fernsehfilm)
- 1986, 1987: Nachtstreife (Night Heat, Fernsehserie, 3 Folgen)
- 1988: Milk and Honey
- 1991: Teen Agent – Wenn Blicke töten könnten (If Looks Could Kill)
- 1992: Schrei, wenn du kannst (In the Eyes of a Stranger) (Fernsehfilm)
- 1993–1997: Amanda und Betsy (Ready or Not, Fernsehserie, 33 Folgen)
- 1994: The Circle Game
- 1995: Degree of Guilt (Fernsehfilm)
- 1996: Schutzlos ausgeliefert (No One Could Protect Her)
- 1996: Der Untergang der Cosa Nostra (Gotti)
- 1997: Söhne (Any Mother’s Son) (Fernsehfilm)
- 1998: The Big Hit
- 1998: PSI Factor – Es geschieht jeden Tag (PSI Factor – Chronicles of the Paranormal, Fernsehserie, 1 Folge)
- 1999: Vendetta – Das Gesetz der Gewalt (Vendetta)
- 1999, 2001: Relic Hunter – Die Schatzjägerin (Relic Hunter, Fernsehserie, 2 Folgen)
- 2000: Die einzig wahre Liebe (One True Love) (Fernsehfilm)
- 2002: My Big Fat Greek Wedding – Hochzeit auf griechisch (My Big Fat Greek Wedding)
- 2002: Zwischen Fremden (Between Strangers)
- 2004: A Hole in One
- 2004: Moss
- 2005: Short Tongue Freddy
- 2005: Looking for Angelina
- 2006: Lucky # Slevin  (Lucky Number Slevin)
- 2006: Homie Spumoni – Mein anderes Ich (Homie Spumoni)
- 2007: Hairspray
- 2008: Die Stadt der Blinden (Blindness)
- 2008: Lucky 10
- 2009: Saw VI
- 2009: The Ache
- 2010: The Dogfather
- 2010: The Bridge (Fernsehserie, 1 Folge)
- 2011: Santa … verzweifelt gesucht (Desperately Seeking Santa, Fernsehfilm)
- 2012: Warehouse 13 (Fernsehserie, Episode 4x09 – Die Rettung der Liebsten)
- 2013, 2014: Murdoch Mysteries (Fernsehserie, 2 Folgen)
- 2016: My Big Fat Greek Wedding 2
- 2017: Private Eyes (Fernsehserie, 1 Folge)
- 2018: Carter (Fernsehserie, 1 Folge)
- 2018: Ein Rezept für die Liebe (Little Italy)
- 2019, 2020: Good Witch (Fernsehserie, 2 Folgen)
- 2023: My Big Fat Greek Wedding – Familientreffen (My Big Fat Greek Wedding 3)